# La Somme de toutes les peurs
Pour les articles homonymes, voir La Somme de toutes les peurs (homonymie).
La Somme de toutes les peurs (The Sum of All Fears) est un roman d'espionnage, doublé d'un techno-thriller, de l'écrivain américain Tom Clancy paru en 1991. Ce titre fait partie de la saga Ryan ayant pour héros Jack Ryan.
Sous le titre La Somme de toutes les peurs, le roman est adapté au cinéma en 2002 avec Ben Affleck dans le rôle de Jack Ryan.

## Résumé
Jack Ryan, devenu directeur adjoint de la CIA, en pratique directeur tout court, est l'une des personnes qui mettent au point un plan pour assurer la stabilité au Moyen-Orient et pour régler le conflit israélo-palestinien. Ce plan doit être mis en place rapidement, à cause d'une bavure d'un policier israélien fanatique.
Le plan semble fonctionner et ne fait pas que des heureux, particulièrement chez les groupes terroristes ayant juré la perte d'Israël. Or l'un de ces groupes met la main sur une bombe atomique israélienne perdue lors de la guerre du Kippour.
Afin de détruire la paix encore fragile qui commençait à naître entre les États-Unis et l'URSS pour détourner l'attention du Moyen-Orient, la bombe va être utilisée sur le territoire américain. Les soviétiques sont rapidement soupçonnés et sont contraints de réveiller leur système de défense à titre préventif, poussant le président américain à poursuivre l'escalade. 
Jack Ryan doit découvrir la vérité au plus vite s'il veut éviter une guerre nucléaire. Or, le président des États-Unis ne lui fait pas confiance. De plus, un complot mené contre lui le déstabilise, à tel point qu'il devient alcoolique.

## Personnages

### États-Unis

#### CIA
- Jack Ryan : directeur adjoint de la CIA
- John Clark : agent de la CIA
- Ding Chavez : agent de la CIA
- Marcus Cabot : directeur de la CIA
- Ben Goodley : stagiaire à la CIA

#### Gouvernement
- Robert Fowler : président des États-Unis
- Elizabeth Elliot : conseillère à la sécurité nationale et amante du Président Fowler
- Dennis Bunker : secrétaire à la Défense des États-Unis
- Brent Talbot : secrétaire d'État des États-Unis
- Scott Adler : adjoint au secrétaire d'État

#### Département de la Justice
- Daniel Shaw : directeur du FBI
- Bill Murray : directeur adjoint du FBI
- Ernest Wellington : enquêteur au Département de la Justice

#### Forces armées
- Commodore Bart Mancuso : chef d'escadre de sous-marins
- Capitaine Robby Jackson : chef du groupe aérien de l'USS Theodore Roosevelt
- Colonel Marion Diggs : commandant du 10e Régiment de Cavalerie Blindé
- Lieutenant-Général Ronald Olson : directeur de la NSA
- Capitaine Jim Rosselli : officier de permanence au National Military Command Center
- Général Peter Freemont : commandant du Strategic Air Command
- Major-Général Joe Borstein : commandant intérimaire du NORAD

#### Hôpital universitaire Johns-Hopkins
- Cathy Ryan : chirurgienne

### Union soviétique
- Andrei Illitch Narmonov : président de l'Union soviétique
- Lieutenant-Général Serguei Golovko : directeur adjoint du KGB
- Oleg Kirilovitch Kadishev : député russe, chef de l'opposition parlementaire et agent « Spinnaker » de la CIA.
- Lieutenant-Général Ivan Kouropatkine : commandant de la défense antiaérienne soviétique
- Capitaine Valentin Borrissovitch Dubinin : commandant du sous-marin Amiral Lunin

### Terroristes
- Gunter Bock : terroriste est-allemand de la Fraction armée rouge
- Manfred Fromm : ingénieur nucléaire est-allemand
- Ismael Qati : terroriste palestinien
- Ibrahim Ghosn : terroriste artificier palestinien
- Marvin Russel : terroriste amérindien
- Erwin Keitel : ancien colonel de la Stasi

### Autres
- Général Avi Ben Jacob : directeur adjoint du Mossad
- Rafi Mandel : ministre israélien de la Défense
- Prince Ali ben Cheik : ministre sans portefeuille d'Arabie saoudite

## Lieux
- Israël
- Plateau du Golan
- Jérusalem
- Ex-République démocratique allemande
- Berlin
- Union soviétique
- Athènes
- Divers lieux des États-Unis, en particulier Washington, Baltimore et Denver
- (Rome, Cité du Vatican)

## Adaptation cinématographique
- 2002 : La Somme de toutes les peurs (The Sum of All Fears), film américain réalisé par Phil Alden Robinson, avec Ben Affleck, dans le rôle de Jack Ryan, Morgan Freeman, James Cromwell et Liev Schreiber